# Barva (Stadt)
Barva ist eine Stadt mit rund 5000 Einwohnern in Costa Rica und Hauptstadt des gleichnamigen Kantons Barva in der Provinz Heredia.

## Geschichte
Das Dorf wurde 1561 gegründet. Der Name geht auf Barvak, einen indigenen König zurück, der vor der Ankunft der Spanier über die Region herrschte. Die erste Kirche von Barva könnte bereits zwischen 1568 und 1575 gebaut worden sein. 1613 wurde ein Franziskaner-Kloster gegründet. Man geht davon aus, dass die Stadt seitdem San Bartolomé de Barva genannt wurde. Durch die Gründung des Klosters wuchs die Stadt. 1693 lebten dort 53 Familien. Sechs Jahre später waren es 575 Einwohner und in der Volkszählung von 1709 zählte die Stadt 641 Einwohner – hauptsächlich indigenen Ursprungs.
Bei einem Erdbeben am 15. Februar 1772 wurde das Kloster von Barva zerstört und große Teile der damaligen Kirche brachen zusammen. Bei einem weiteren Erdbeben am 30. Dezember 1888 wurden die Reste der Kirche dann vollständig zerstört. Der Bau der heutigen Kirche Iglesia de San Bartolomé de Barva begann mit der Grundsteinlegung am 9. Februar 1867. Sie wurde 1893 fertiggestellt.
Das erste Rathaus von Barva wurde am 7. August 1820 eröffnet. Im gleichen Jahr wurde auch die erste Schule des Ortes gegründet.

## Geographie
Das Dorf liegt circa 2,5 Kilometer nördlich der Provinzhauptstadt Heredia. Es hat eine Fläche von 0,63 km² und liegt 1176 Metern über dem Meeresspiegel. Teile der auf die Kolonialzeit zurückgehenden Gebäude sind heute nationale Denkmäler.

## Galerie

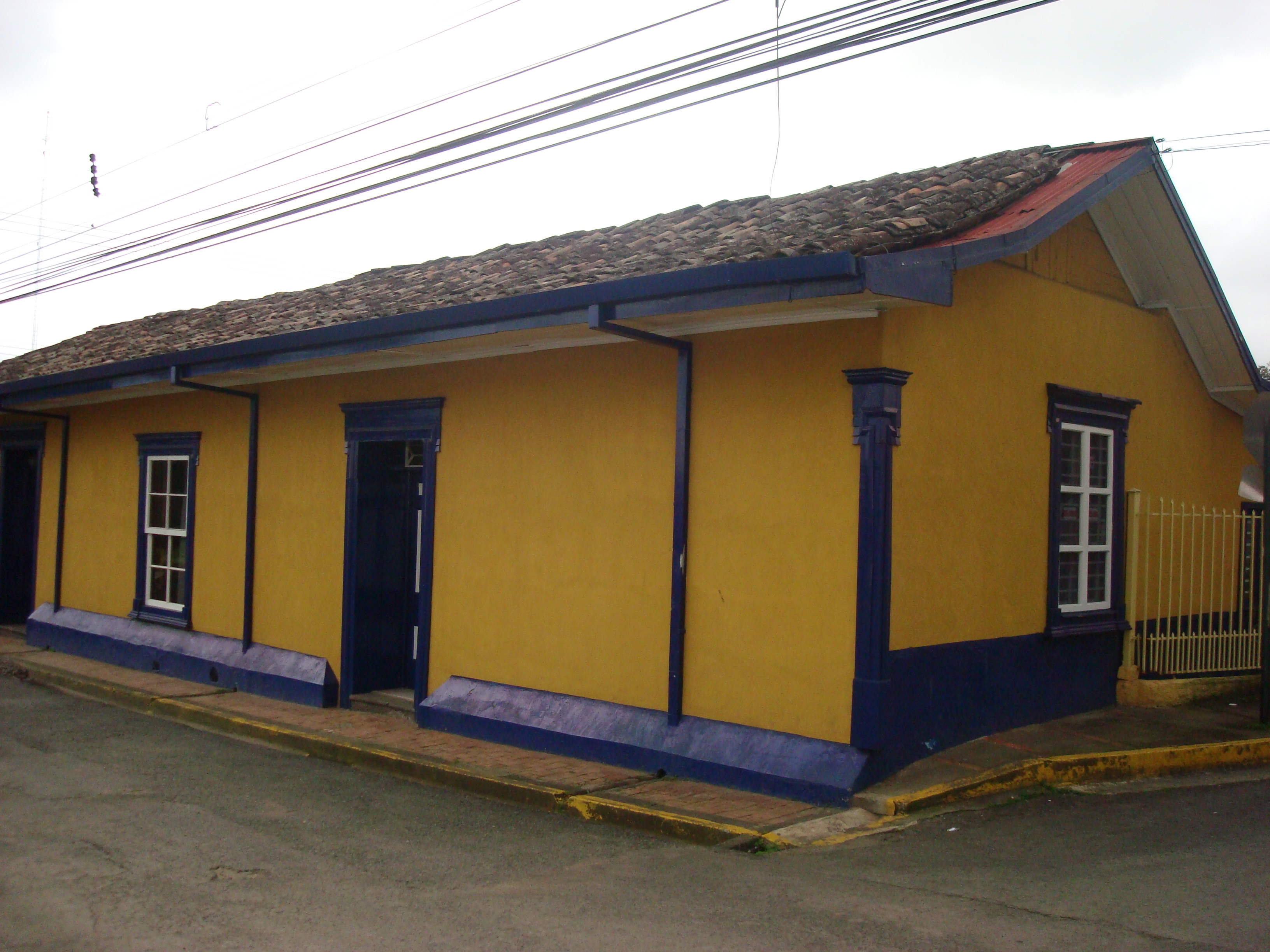
Haus aus der Kolonialzeit
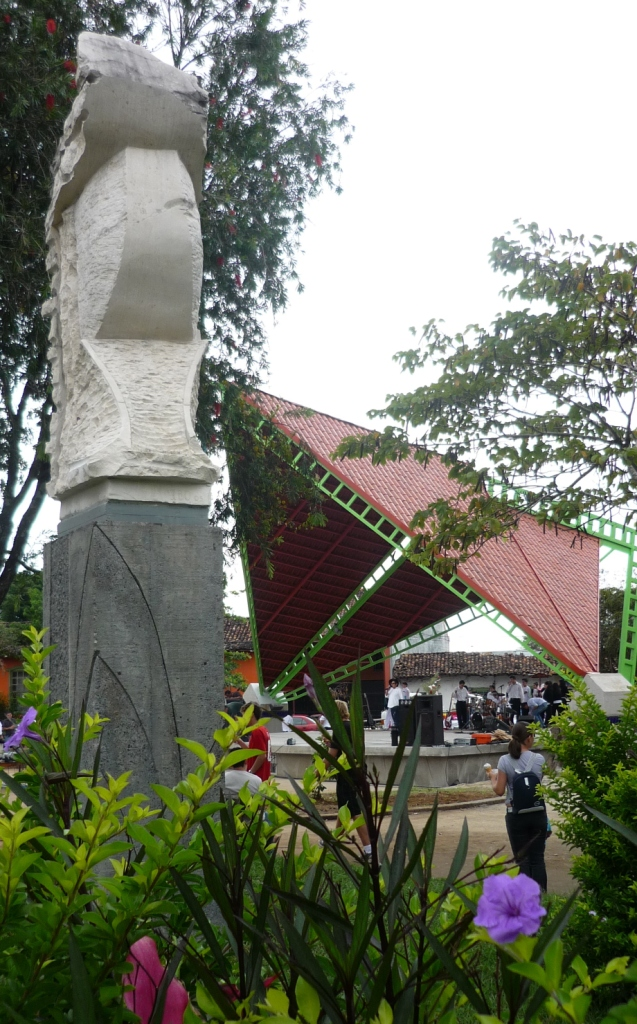
Park in Barva
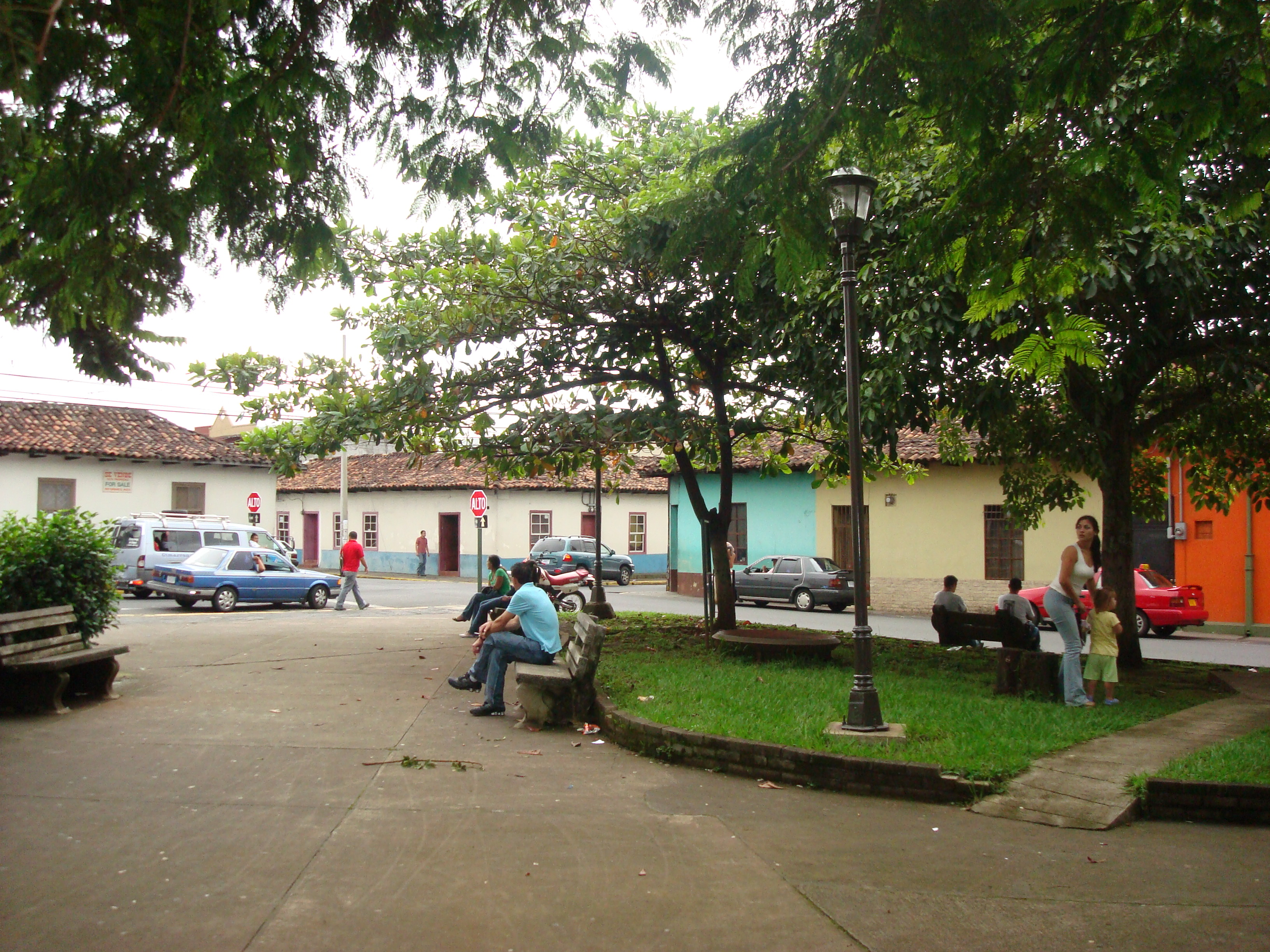
Traditionelle Häuser rund um den Park
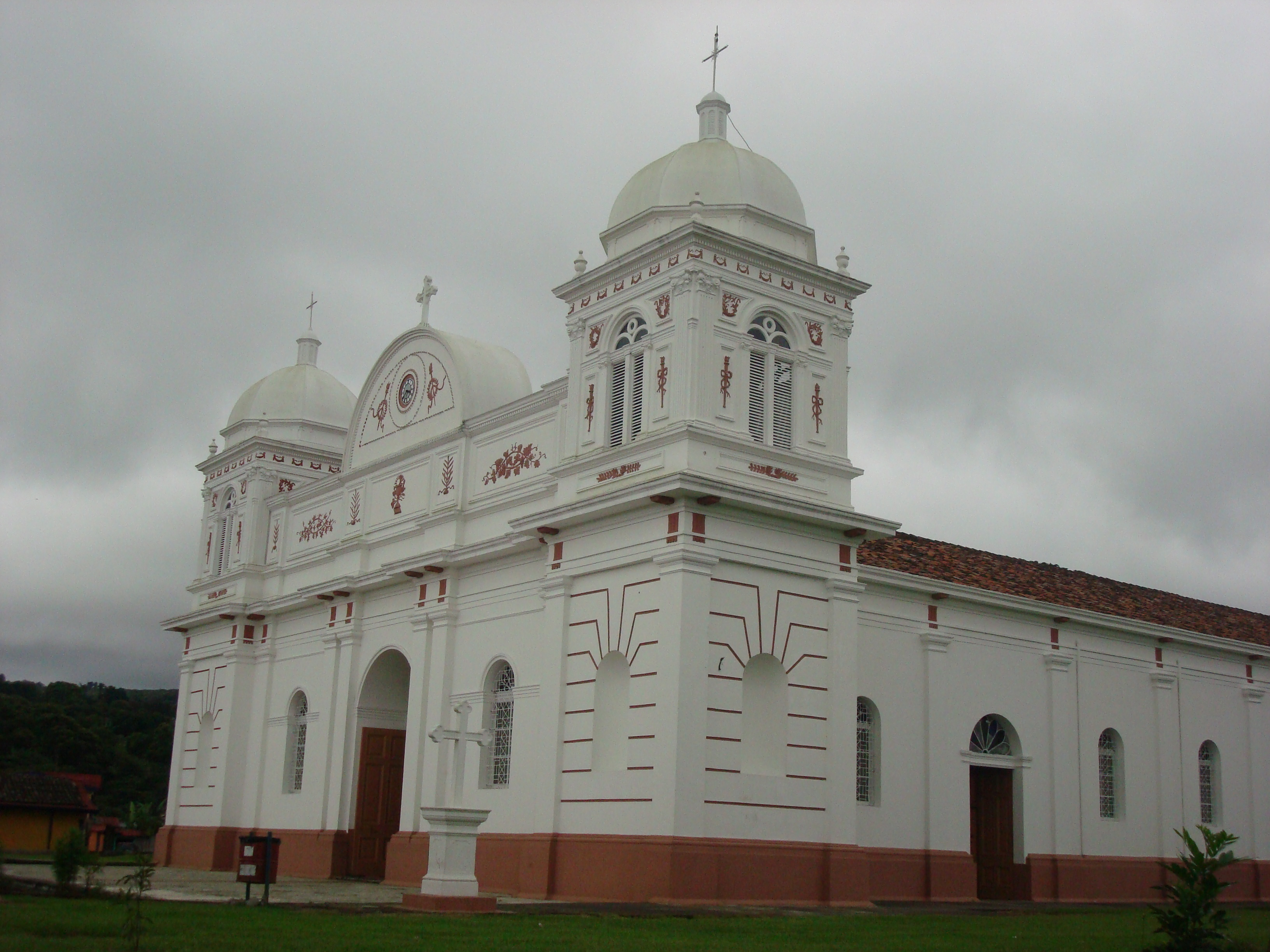
Iglesia de San Bartolomé